# النجم ابن فهد المكي
ابن فَهْد (812 - 885ه‍ / 1409 - 1480م) هو مؤرخ، من أهل مكة.
هو عمر بن محمد بن محمد بن أبي الخير محمد بن محمد بن عبد الله بن فهد القرشي الهاشمي المكي، نجم الدين. مولده ووفاته بمكة. رحل إلى مصر والشام وغيرهما.

## مؤلفاته
من كتبه التي ذكرها الزركلي:
- «إتحاف الورى بأخبار أم القرى» مرتب على السنين، من ولادة النبي صلى الله عليه وسلم إلى زمان المؤلف.
- «التبيين في تراجم الطبريين».
- «ذيل تاريخ مكة للتقي الفاسي».
- «بذل الجهد في من سمي بفهد وابن فهد».
- «المشارق المنيرة في ذكر بني ظهيرة».
- «اللباب في الألقاب».

## المصدر
- ابن فَهْد - الأعلام، خير الدين الزركلي، 1980